# Трансплантација коштане сржи
Трансплантација коштане сржи или трансплантација хематопоетских матичних ћелија инвазивна је терапијска метода у трансплантологији која се заснива ма замени оштећене или потпуно уништене коштане сржи новим ћелијама коштане сржи. Спада у групу метода спасавања живота оболелих од акутне леукемије и лимфома који су отпорни на стандардну хемотерапију.

## Историја
Идеја о трансплантацији коштане сржи зачета је с почетка 20. века када су научници схватили да се све крвне ћелије могу развити из неколико ћелија у коштаној сржи. Такве ћелије коштане сржи које су назване матичне или изворне ћелије, из коштане сржи здраве особе почеле су да се користе за обнављање нефункционалне коштане сржи друге особе. Другим речима, јавила се идеја да се обави трансплантација ћелије из коштане сржи једне особе (донора) на другу особу (примаоца) у терапијске сврхе. Средином 20. века ова идеја је заинтересовала америчке војне, а потом и цивилне научнике, који су започели активан рад  у овој области трансплантологије.
Француски  онколог Жорж Мате је 1959. године извршио је прву у Европи трансплантацију коштане сржи од неповезаног донора петорици југословенских нуклеарних научника који су били изложени зрачењу након несреће  на Институту за нуклеарне науке Винча код Београда. Након трансплантације четири пацијента су се опоравила, док је један преминуо. Неколико година касније, један од прималаца је на свет донео потпуно здраву бебу.
Први лекар који је извршио успешну трансплантацију људске коштане сржи 1968. године био је Роберт А. Гуд са Универзитета у Минесоти.  Он је петомесечном дечаку који болује од тешке имунодефицијенције, од које је умрло 11 његових блиских мушких рођака, интравенозно дао ћелије коштане сржи од своје 8-годишње сестре. Од 2003. овај пацијент је здрав и постао је отац.
Године 1975. др Џон Керси,  такође са Универзитета у Минесоти, извршио је прву успешну трансплантацију коштане сржи за лечење лимфома. Његов пацијент, 16-годишњи инж. Даве Стахл, данас је најдуговечнији пацијент са лимфомом којд кога је извршена трансплантација.  
Значајан допринос развоју трансплантације матичних ћелија дао је тим Центра за истраживање рака Фред Хачинсон 1950-их до 1970-их на челу са Едвардом Донелом Томасом. Томасово истраживање је показало да интравенозне ћелије коштане сржи могу колонизирати коштану срж и произвести нова крвна зрнца. Његов рад је такође смањио ризик од развоја болести опасне по живот прио трансплантат домаћина.  
Године 1990. Едвард Донел Томас који је заједно са Џозефом Марејем био укључен у трансплантацију бубрега, добио је Нобелову награду за физиологију и медицину за своја открића у вези са „трансплантацијом органа и ћелија у лечењу хуманих болести“.
Седамдесетих година 20. века трансплантације коштане сржи обављене су код неколико десетина пацијената, а онда је трансплантација КС почела да се све више користи. Према подацима за период од 2005. до 2006. године у свету се сваке године обави скоро 50.000 трансплантација коштане сржи.
До децембра 2012. године, око милион алогених трансплантација коштане сржи регистровано је на глобалном нивоу. Последњих деценија број оваквих трансплантација расте без знакова опадања учесталости.

## Епидемиологија
Од укупно 50.417 процедура трансплантације хематопоетских матичних ћелија које је пријављено широм света у 2006. години, према глобалном истраживању у 1.327 центара у 71 земљи које је спровела Глобална мрежа за трансплантацију крви и сржи. Од тога, 28.901, или 57%, било аутологно, а 21.516, или 43%, било је алогено (11.928 из породица донора и 9.588 из несродних донора).
Главне индикације за трансплантацију били су лимфопролиферативни поремећаји у 54,5% и леукемије у 33,8% случајева, обављено је у Европи (48%) и Америци (36%).
У 2009. години, према подацима о донорима коштане сржи светског удружења, производи матичних ћелија за неповезане трансплантације планиране широм света порастао је на 15.399 (3.445 донација матичне ћелије периферне крви и 3.792 јединице крви из пупчаника).

## Индикације
Хумана коштана срж садржи матичне ћелије, које код здравих људи у коштаној сржи помажу у стварању и обнављању најважнијих крвних елемената:
- црвених крвних зрнаца (ћелије) – еритроцита, чија је улога да преносе кисеоник по целом телу

- белих крвних зрнца - леукоцита, који помажу у борби против инфекције

- крвних плочица - тромбоцита, који контролишу процес згрушавања крви како би спречили прекомерно крварење

Трансплантација коштане сржи је индикована код особа са следећим обољењима која утичу на коштану срж, као што су:
- леукемија или мијелодиспластични синдром,

- хематолошки малигнитети, лимфоми или мултипли мијеломи,

- апластична анемија код којих коштана срж не може да обезбеди адекватне крвотворне ћелије,

- карцинома који не реагују на хемотерапију, као што су рак тестиса, неуробластом и медуларни бластом,

- урођени поремећаји као што су таласемија, болест српастих ћелија, порфирија,
- тешки поремећаји имунодефицијенције.

## Врсте трансплантације КС
Постоји неколико врста трансплантације коштане сржи, које су засноване на пореклу здравих ћелија, односно одакле потичу као извор ћелија за трансплантацију, и може бити алогена и аутологна.

### Алогена трансплантација
У многим случајевима, донор је блиски члан породице, родитељ, брат или сестра примаоца. Таква врста трансплантације носи назив алогена трансплантација. Код ове врсте трансплантације већа је вероватноћа да ће трансплантација бити ефикасна јер су дониране матичне ћелије сличнијег генског састава матичним ћелијама особе којој је потребна трансплантација. Ако члан уже породице није одговарајући донор, онда се претраживањем доступног регистра тражи генски што сличнија особа примаоцу.

### Аутологна трансплантација
За разлику од алогене аутологна трансплантација, је врста трансплантације код које се здраве крвне матичне ћелије прво екстрахују из особе која се лечи, да би се након уклањања оштећене ћелија изврши њихова замена здравим.

### Трансплантација пупчане врпце
У трансплантацији пупчане врпце, користе се незреле матичне ћелије из пупчане врпце након што се беба роди. За разлику од ћелија одраслог донора, ћелије из пупчане врпце не морају бити потпуно подударне.

## Извори и складиштење ћелија
Да би се ограничио ризик од одбацивања трансплантираних матичних ћелија или тешке болести трансплант против домаћина код алогене трансплантације КС, пожељно је да донор има исти ХЛА-тип као и прималац. Око 25 до 30% алогених трансплантације КС прималаца има ХЛА идентичног брата или сестру. Чак и такозвана „савршена поклапања“ могу имати неусклађене мање алеле који доприносе болести трансплантата против домаћина.

### Коштана срж
У случају трансплантације коштане сржи, хематопоетске матичне ћелије се уклањају из велике кости донора, обично карлице, кроз велику иглу која досеже центар кости.
Техника се назива жетва коштане сржи и изводи се у локалној или општој анестезији.

### Матичне ћелије периферне крви
Матичне ћелије периферне крви су данас најчешћи извор матичних ћелија за трансплантацију КС. Они се сакупљају из крви кроз процес познат као афереза. Крв даваоца се вади кроз стерилну иглу у једној руци и пролази кроз машину која уклања бела крвна зрнца. Црвена крвна зрнца се враћају даваоцу. Принос периферних матичних ћелија се повећава свакодневним поткожним инјекцијама фактора који стимулише колоније гранулоцита, који служи за мобилизацију матичних ћелија из коштане сржи донора у периферну циркулацију.

### Амниотска течност
Екстракција матичних ћелија из амнионске течности је могућа и за аутологну и за хетерологну употребу у време порођаја.

### Крв из пупчане врпце
Крв из пупчане врпце се добија када мајка донира пупчану врпцу и плаценту свог детета након рођења. Крв из пупчане врпце има већу концентрацију хематопоетских матичних ћелија него што се нормално налази у крви одраслих, али мала количина крви добијене из пупчане врпце (обично око 50 мл) чини је погоднијом за трансплантацију малој деци него одраслима. Новије технике које користе екс виво експанзију јединица крви из пупчане врпце или коришћење две јединице крви из пупчане врпце од различитих давалаца омогућавају да се трансплантација крви из пупчаника користи и код одраслих.
Крв из пупчане врпце се може узети из пупчане врпце детета које је рођено након преимплантационе генетске дијагнозе за ХЛА подударање да би се донирала болесном брату или сестри коме је потребна трансплантације КС.

### Складиштење ХСЦ
За разлику од других органа, ћелије коштане сржи могу се замрзнути (криоконзервирати) на дужи период без оштећења превише ћелија. Ово је неопходно за аутологне трансплантације КС, јер ћелије морају бити сакупљене од примаоца месецима пре третмана трансплантације. У случају алогених трансплантација, пожељније су свеже хематопоетске матичне ћелије да би се избегао губитак ћелија до којег може доћи током процеса замрзавања и одмрзавања. Алогена крв из пупчаника се чува замрзнута у банци крви из пупчаника јер се може добити само у време порођаја. За криопрезервацију хематопоетских матичних ћелија мора се додати конзерванс, диметил сулфоксид, а ћелије се морају врло споро хладити у замрзивачу са контролисаном брзином како би се спречило осмотско оштећење ћелија током формирања кристала леда. Хематопоетске матичне ћелије се могу чувати годинама у криофризеру, који обично користи течни азот.

## Прогноза
Прогноза трансплантације КС зависи од неколико фактора:
- Одговор тела на трансплантацију коштане сржи која може варирати од особе до особе.
- Фактори као што су старост, опште здравствено стање и разлог за трансплантацију
- Ако се пресађују ћелије коштане сржи за лечење рака, прогноза зависи од тога колико се рак проширио, јер распрострањени метастатски карциноми смањују вероватноћу прихватања нових ћелија.